# Senryū Shōjo
Senryū Shōjo (川柳少女 "Thiếu nữ Senryū") là một manga dài tập được viết và vẽ minh họa bởi Igarashi Masakuni. Manga bắt đầu phát hành trong Tuần san Shōnen Magazine của Kodansha vào tháng 10 năm 2016 và đã được tổng hợp thành chín tập tankōbon. Một anime truyền hình dài tập được chuyển thể bởi Connect được phát sóng từ ngày 6 tháng 4 đến ngày 22 tháng 6 năm 2019.

## Cốt truyện
Câu chuyện tập trung vào mối quan hệ giữa Yukishiro Nanako, một cô gái chỉ có thể giao tiếp được bằng senryū viết trên tanzaku, và Busujima Eiji, một tên đầu gấu cố gắng tự mình viết senryū. Hầu hết các chương có hình thức của một bộ yonkoma với một vài trang truyền thống hơn được thêm vào; những điều này kể câu chuyện của chương khi được đọc theo thứ tự.

## Nhân vật
Yukishiro Nanako (雪白 七々子)
Lồng tiếng bởi: Hanazawa Kana
Một cô học sinh cao trung ít nói và không giao tiếp bằng lời nói được, thay vì thế cô giao tiếp bằng senryu, một dạng haiku. Là thành viên của câu lạc bộ Văn học, cô vô cùng say mê Eiji và cô rất thích cậu ta.
Busujima Eiji (毒島 エイジ)
Lồng tiếng bởi: Hatanaka Tasuku
Một tên đầu gấu nảy sinh tình cảm với Nanako. Một thành viên của câu lạc bộ Văn học, cậu cũng cố gắng viết senryu của riêng mình mặc dù rõ ràng cậu không có tài năng. Đôi mắt sáng ngời, nhếch nhác của cậu khiến Eiji rất đáng sợ với nhiều người và khiến cậu trở thành mục tiêu của nhiều kẻ đầu gấu khác. Cậu thường mang trong mình một bộ gakuran với chiếc áo hoodie trắng bên dưới, cậu rất quan tâm đến Nanako, mặc dù không thường xuyên biểu lộ cảm xúc.
Katagiri Amane (片桐 アマネ)
Lồng tiếng bởi: Yahagi Sayuri
Chủ tịch câu lạc bộ Văn học, người rất ủng hộ những nỗ lực của Nanako để tán tỉnh Eiji. Cô thích rình rập hai người để theo dõi những khoảnh khắc thân mật của họ. Một trong những người thuộc thứ hạng cao nhất năm của cô, tuy vậy cô thường làm nhiều công việc bán thời gian. Cô cũng là một tiểu thuyết gia tài giỏi, mặc dù giấu sự thật với cả Nanako và Eiji.
Ootsuki Koto (大月 琴)
Lồng tiếng bởi: Aida Rikako
Người bạn thời thơ ấu của Eiji lớn hơn hai tuổi và học cùng trường trung học với cậu. Chủ tịch câu lạc bộ "Quân đội Mỹ hiện đại", cô ấy có một thân hình rất phát triển và một vóc dáng mạnh mẽ. Cô thường chọc Eiji rất nhiều, cũng như Nanako.
Yakobe Kino (矢工部 キノ)
Lồng tiếng bởi: Kuno Misaki
Một học sinh cao trung rất nhút nhát, thích giao tiếp qua các bức vẽ.
Hanakai Tao (花買 タオ)
Lồng tiếng bởi: Uesaka Sumire
Một nữ sinh cao trung ảm đạm, nổi tiếng với những lời bói toán rất chính xác như một thầy bói.

## Truyền thông

### Manga
Senryū Shōjo bắt đầu từ một sêri manga được viết và vẽ minh họa bởi Igarashi Masakuni, sau đó bắt đầu tuần tự hóa trên Weekly Shōnen Magazine của  Kodansha từ tháng 10 năm 2016. Chín tập tankōbon của manga đã được xuất bản tính đến tháng 6 năm 2019.
| #  | Ngày phát hành       | ISBN              |
| -- | -------------------- | ----------------- |
| 1  | 17 tháng 4 năm 2017  | 978-4-06-395885-0 |
| 2  | 17 tháng 7 năm 2017  | 978-4-06-510061-5 |
| 3  | 17 tháng 10 năm 2017 | 978-4-06-510309-8 |
| 4  | 16 tháng 2 năm 2018  | 978-4-06-510968-7 |
| 5  | 15 tháng 6 năm 2018  | 978-4-06-511619-7 |
| 6  | 14 tháng 9 năm 2018  | 978-4-06-512603-5 |
| 7  | 17 tháng 12 năm 2018 | 978-4-06-513485-6 |
| 8  | 15 tháng 3 năm 2019  | 978-4-06-514442-8 |
| 9  | 17 tháng 6 năm 2019  | 978-4-06-515310-9 |
| 10 | 17 tháng 7 năm 2019  | 978-4-06-515691-9 |

### Anime
Một anime truyền hình dài tập chuyển thể được công bố vào ngày 6 tháng 12 năm 2018. Bộ phim được chuyển thể bởi Connect, với Jinbo Masato đạo diễn và viết bộ truyện, và Hashimoto Maki thiết kế các nhân vật. Phim được phát sóng từ ngày 6 tháng 4 đến ngày 22 tháng 6 năm 2019 trên khối lập trình Animeism trên MBS, TBS, và BS-TBS. Sonoko Inoue trình bày nhạc mở đầu của anime: "Kotonoha no Omoi" (コトノハノオモイ), và Aida Rikako trình bày nhạc kết thúc của anime: "Ordinary Love". Sentai Filmworks đã cấp phép cho anime trên toàn thế giới trừ Châu Á.

## Tiếp nhận
Bộ truyện tranh có hơn 600.000 bản được bán in.